# چهارطاقی کرسیا ۲
چهار طاقی کرسیا ۲ در شهرستان داراب، روستای کرسیا واقع شده و این اثر در تاریخ ۲۵ اسفند ۱۳۷۹ با شمارهٔ ثبت ۳۳۹۱ به‌عنوان یکی از آثار ملی ایران به ثبت رسیده است.